# Jerzy Felicjan Sapieha
Jerzy Felicjan Sapieha herbu Lis (ur. 1680  – zm. 3 września 1750 w Skrzeszowie nad Bugiem) –
kuchmistrz wielki litewski w latach 1708–1709, starosta wilkowski, wojewoda mścisławski, generał major wojsk litewskich od 1708, marszałek Trybunału Głównego Wielkiego Księstwa Litewskiego w 1717 roku, w 1748, wicemarszałek Trybunału Głównego Koronnego w 1721 roku. Dnia 16 marca 1726, idąc w ślady ojca, został po Rybińskim generałem artylerii koronnej. Odznaczony Orderem Orła Białego.
Był synem Franciszka Stefana, bratem Jana Kazimierza i Józefa Franciszka. 
Prawdopodobnie towarzyszył bratu w zagranicznych podróżach edukacyjnych w latach 1697–1701. 
Stanisława Leszczyńskiego w przeciwieństwie do większości rodu Sapiehów początkowo nie poparł, dopiero po zniszczeniu jego dóbr przez wojska szwedzkie pod koniec 1707 przyłączył się do braci, przebywając ze starszym bratem Janem Kazimierzem, podówczas już hetmanem wielkim cały szlak bojowy do końca 1709 r.
Uzyskawszy amnestię nie angażował się przez kilka lat w sprawy polityczne]. Posłował na sejm w latach 1720, 1724, 1729, 1732 i 1733. 
Był posłem województwa nowogródzkiego na sejm elekcyjny 1733 roku. W 1733 roku podpisał elekcję Stanisława Leszczyńskiego, przy którego boku działał do zajęcia Gdańska w 1734. Należał do najbardziej zaufanych ludzi Leszczyńskiego. Aresztowany w obozie rosyjskim w Pruszczu. Po zwolnieniu uznał Augusta III nawołując do jego uznania zwolenników Leszczyńskiego, argumentując dalszy opór jako beznadziejny i przynoszący same straty.
Jego żoną była Katarzyna Radomicka, córka Macieja Radomickiego, wojewody inowrocławskiego, poznańskiego i kaliskiego oraz Konstancji Zalewskiej.
Posłował na sejm 1738. W 1742 został mianowany wojewodą mścisławskim. 
Był prawdopodobnie autorem powiedzenia Polska nierządem stoi, wypowiedzianym na sejmie roku 1748.
Zmarł 3 września 1750 w Skrzeszowie nad Bugiem.